# 生駒市立生駒中学校
生駒市立生駒中学校（いこましりつ いこまちゅうがっこう）は、奈良県生駒市にある公立中学校。通称「生中」（いこちゅう）。

## 沿革
- 1947年5月3日 - 生駒町立生駒中学校開校
- 1971年11月1日 - 市制施行に伴い生駒市立生駒中学校に改称
- 2009年3月 - 耐震補強・改築工事竣工

## 学校行事
- 4月 - 入学式、新入生対面式、家庭訪問
- 5月 - 創立記念日（3日）、中間考査
- 6月 - 期末考査、修学旅行（沖縄方面）校外学習（1年奈良　2年大阪市）、合唱コンクール
- 7月 - 球技大会（1-3年学年別）、平和学習会（生駒市中央公民館）
- 9月 - 文化祭、実力テスト（3年）
- 10月 - 体育大会、中間考査、実力テスト（3年）、生駒中学校校区クリーンアップ作戦
- 11月 - 期末考査、文化鑑賞会（3年に1度）
- 12月 - 球技大会（1-2年）
- 1月 - 2年職場体験（キャリア教育）
- 2月 - 期末考査、公立高校特色選抜入試
- 3月 - 公立高校一般選抜入試、卒業式

## 生徒数
生駒市立俵口小学校、生駒市立桜ヶ丘小学校、生駒市立生駒小学校から進学してくる。生駒市立生駒小学校は生駒市立緑ヶ丘中学校に進学する生徒がほとんどのため少数である。
生駒市立俵口小学校6割、生駒市立桜ヶ丘小学校3割、生駒市立生駒小学校1割の生徒が在学している。

## 部活動
数字は部員数
- 卓球（男子・女子） 22 毎日活動
- バスケットボール（男子・女子） 28 毎日活動
- ハンドボール（男子・女子） 48 毎日活動
- 陸上（男子・女子） 27 毎日活動
- バレーボール（女子） 34 毎日活動
- ソフトテニス（男子・女子） 32毎日活動
- 野球（男子） 17 毎日活動
- 茶道 7 週3回活動
- 生活科学 3 週3回活動
- 放送 9 週3回活動
- 吹奏楽 87 毎日活動
- 美術 10 週3回活動
- 科学 16 週1回活動
- ESS 3 週1回活動

### 吹奏楽部
吹奏楽部は全日本吹奏楽コンクールに複数回出場した国内屈指の実力校で、日本の中学校吹奏楽部を牽引する存在であり千葉県の柏市立酒井根中学校と並び「西の生駒、東の酒井根」と呼ばれている。
全日本吹奏楽コンクールには、1998年より11回連続出場し8回金賞3回銀賞を受賞している。（2011年は金賞）2001年、2005年、2009年は吹奏楽連盟規定により3年連続出場のための「名誉の欠場」となる。
年2回（5月・11月）の定期演奏会を生駒市中央公民館で行い様々な演奏会に出演している。3年連続出場の年は特別演奏会を11月に行っている。
2009年度には、同じく3年連続出場を達成した　千葉県柏市立酒井根中学校とのスペシャルスプリングコンサート（2010年3月27日、森のホール21（松戸市））を開催。
2011年には　千葉県松戸市立第四中学校とのスペシャルジョイントコンサート（2011年1月27日奈良県橿原文化会館）で開催。
2010年、2011年奈良マラソンのファンファーレ・スタート応援演奏を担当。
2010年、2011年生駒市主催の「いこま国際音楽祭」に出演し外国人奏者と共演。
いこま国際音楽祭出演者
- 韓伽倻 （ハン カヤ）［ピアノ、音楽監督］
- ニコラス チュマチェンコ［ヴァイオリン］
- レナーテ グライス・アーミン［フルート］
- ヴォルフガング マイヤー［クラリネット］
- ラインホルト フリードリヒ［トランペット］

校区内に、全日本小学校バンドフェスティバル常連校の生駒市立桜ヶ丘小学校ハーモニックバンドクラブと生駒市立俵口小学校吹奏楽部があり、部員は両校の出身者が多い。また生駒市内には、同じく全日本小学校バンドフェスティバル常連校の生駒市立あすか野小学校ブラスバンドがある。2010年に生駒市立桜ヶ丘小学校ハーモニックバンドクラブ（2011年は金賞）と生駒市立俵口小学校吹奏楽部（2011年は銀賞）が2011年に生駒市立あすか野小学校ブラスバンドが全日本吹奏楽連盟規定である、3年連続出場を達成している。

#### 吹奏楽コンクール結果
| 年   | 課題曲                                | 自由曲                                                                                       | 関西大会 結果 | 全国大会 結果 | 得点・順位                   | その他                          |
| ---- | ------------------------------------- | -------------------------------------------------------------------------------------------- | ------------- | ------------- | ---------------------------- | ------------------------------- |
| 1995 | I : 行進曲「ラメセスII世」            | 吹奏楽のための交響詩《ぐるりよざ》 より I.祈り III.祭り                                      | 銀賞          | ━             | データ無                     | 関西大会初出場                  |
| 1997 | II : マーチ「夢と勇気、憧れ、希望」   | 組曲《仮面舞踏会》 より I.ワルツ IV.ロマンス V.ギャロップ                                    | 金賞          | ━             | データ無                     | 関西大会初金賞                  |
| 1998 | I : 童夢                              | 組曲《ハーリ・ヤーノシュ》 より 戦争とナポレオンの敗北、皇帝と廷臣たちの行列                 | 金賞(代表)    | 金賞          | 1位126点（課61自65）午前3番  | 全国大会初出場                  |
| 1999 | IV : 行進曲《K点を越えて》            | 舞踏組曲 より II. V. VI.                                                                     | 金賞(代表)    | 金賞          | 5位113点（課54自59）午後9番  |                                 |
| 2000 | I : 道祖神の詩                        | ミシシッピ組曲 より II. ハックルベリー・フィン IV. マルディ・グラ                            | 金賞(代表)    | 金賞          | 5位100点（課49自51）午前5番  | 3年連続出場金賞                 |
| 2001 |                                       |                                                                                              | 特別演奏      | ━             |                              | 3年連続全国大会出場により不出場 |
| 2002 | IV : 吹奏楽のためのラプソディア       | グローバル・ヴァリエーション                                                                 | 金賞(代表)    | 銀賞          | 9位99点（課-自-）午後１番    |                                 |
| 2003 | IV : マーチ「ベスト・フレンド」       | 交響詩《ローマの祭り》 より I.チルチェンセス IV.主顕祭                                       | 金賞(代表)    | 金賞          | 1位125点（課62自63）午後４番 |                                 |
| 2004 | I : 吹奏楽のための「風之舞」          | 組曲《道化師》 より I. プロローグ II. ギャロップ VII. リトル・リリカル・シーン X. エピローグ | 金賞(代表)    | 金賞          | 1位119点（課59自60）午後12番 |                                 |
| 2005 |                                       |                                                                                              | 特別演奏      | ━             |                              | 3年連続全国大会出場により不出場 |
| 2006 | II : 吹奏楽のための一章               | 小組曲《子供の遊び》                                                                         | 金賞(代表)    | 銀賞          | 7位90点（課40自50）午後14番  |                                 |
| 2007 | III : 憧れの街                        | 組曲《モスクワのチェリョムーシカ》 より モスクワを疾走、ワルツ、ポルカ、ギャロップ           | 金賞(代表)    | 金賞          | 2位107点（課49自58）午前14番 |                                 |
| 2008 | I : ブライアンの休日                  | ジャズ組曲第2番 より マーチ、ワルツ第2番、ダンス第1番、フィナーレ                            | 金賞(代表)    | 金賞          | 1位130点（課63自67）午後14番 |                                 |
| 2009 | IV : マーチ「青空と太陽」             | バレエ組曲《火の鳥》 より カスチェイ王の凶悪な踊り 終曲                                      | 特別演奏      | ━             |                              | 3年連続全国大会出場により不出場 |
| 2010 | IV : 汐風のマーチ                     | 交響曲第4番 より IV                                                                          | 金賞(代表)    | 銀賞          | 6位99点（課48自51）午後8番   |                                 |
| 2011 | I : マーチ「ライヴリー アヴェニュー」 | バレエ音楽《ロメオとジュリエット》 より モンタギュー家とキャピュレット家、タイボルトの死     | 金賞(代表)    | 金賞          | 1位116点（課59自57）午後10番 |                                 |
| 2012 | Ⅳ : 行進曲「希望の空」                | 交響曲第５番よりⅡ.Ⅳ（アーノルド）                                                            | 金賞(代表)    | 銀賞          | 10位92点（課47自45）午後4番  |                                 |
| 2013 | :                                     |                                                                                              | 特別演奏      | ━             |                              | 3年連続全国大会出場により不出場 |
| 2014 | IV :行進曲「勇気のトビラ」            | 大いなる約束の大地～チンギス・ハーン                                                         | 金賞          | ━             |                              |                                 |
| 2015 | Ⅱ:行進曲「春の道を歩こう」            | 序曲「ピータールー」                                                                         | 金賞          | ━             |                              |                                 |
| 2016 | Ⅰ: マーチ・スカイブルー・ドリーム     | 歌劇「蝶々夫人」                                                                             | 金賞          | ━             |                              |                                 |
| 2017 | IV : マーチ「春風の通り道」           | ハンガリー民謡〈くじゃく〉による変奏曲                                                       | 金賞          | ━             |                              |                                 |
| 2018 | Ⅳ：コンサート･マーチ「虹色の未来へ」  | カプレーティとモンテッキ ～「ロメオとジュリエット」その愛と死                                | 金賞          | ━             |                              |                                 |
| 2019 | Ⅱ：マーチ「エイプリル・リーフ」       | ブリュッセル・レクイエム                                                                     | 金賞（代表）  | 金賞          |                              |                                 |
| 2021 | Ⅰ: トイズ・パレード                   | ドラゴンの年（2017年版）                                                                     | 金賞（代表）  | 金賞          |                              |                                 |
| 2022 | III : ジェネシス                      | 吹奏楽のための風景詩「陽が昇るとき」                                                         | 金賞（代表）  | 金賞          |                              |                                 |
| 2023 | III : レトロ                          | カントゥス・ソナーレ                                                                         | 金賞（代表）  | 金賞          |                              |                                 |

#### CD・DVD
- 『インフィニティ (INFINITY)』（ブレーン）
- 『インフィニティ Ⅱ (INFINITY Ⅱ)』（ブレーン）
- 『インフィニティ Ⅲ 伝説の生駒サウンドは永遠に・・・(INFINITY Ⅲ)』（ブレーン）
- 『生駒中学校にみる吹奏楽指導 美しいサウンドづくり』（ジャパンライム）

## 校舎
- 本館、南館、北館、体育館、プールからなる。
- 2005年の耐震診断の結果、中間と本館は改築　北館は耐震補強が必要とされたため2007年度-2008年度の2ヵ年事業とし工事を実施。2009年3月に竣工。2009年度から使用が始まった。
- また南館の内装工事も行われ、2009年度に体育館の耐震補強工事が開始。
- 文部科学省よりエコスクール（環境を考慮した学校施設）の認定を受け、屋上に太陽光パネルを設置。
- 国土交通省のハートビル法の認定を受けており、エレベーター（本館1 - 4階）が設置されている。

## 交通アクセス
- 近畿日本鉄道 生駒駅（奈良線・生駒線・けいはんな線）下車 北西に約400m
- 阪奈道路 生駒インターチェンジから南東へ約350m

## 通学区域が隣接している学校
- 生駒市立緑ヶ丘中学校
- 奈良市立富雄第三中学校
- 奈良市立富雄中学校
- 奈良市立二名中学校
- 生駒市立光明中学校

以下は大阪府。
- 四條畷市立田原中学校
- 大東市立四条中学校
- 東大阪市立孔舎衙中学校